# 萬卡內省
15°12′08″S 69°45′41″W / 15.20222°S 69.76139°W
萬卡內省（西班牙語：Provincia de Huancané），是秘魯的省份，位於該國東南部普諾大區，首府是萬卡內，始建於1827年9月19日，海拔高度3,809米，面積2,805平方公里，2007年人口69,522，人口密度每平方公里24人。